# Üzbegisztán zászlaja
Üzbegisztán zászlajában a kék a türk nép színe, illetve Timur Lenké, aki a 14. században volt dicsőséges uralkodója az Üzbég Birodalomnak. A kék ugyanakkor a kék égboltot és magát a népet, az élet egyik legfőbb forrását is jelképezi.
A fehér szín a békét jelenti, illetve a biztonságos utazás, a tiszta gondolatok és tettek ősi üzbég vágyát. A zöld a természet, a termékenység, a megújuló élet, valamint az iszlám színe. A vörös csíkok a minden élőlényben meglévő életerőre utalnak, ami a jó és tiszta gondolatokat összeköti az örök égbolttal és az evilági tettekkel.
A félhold az új köztársaság szimbóluma. A csillagok a tizenkét hónapos üzbég naptárra utalnak, és nevüket a tizenkét csillagképről kapták, ami a régi idők üzbégjeinek magas szintű csillagászati ismereteit idézi.